# پی‌جی‌ای
پی‌جی‌ای (به لهستانی: PGE) شرکت دولتی برق لهستانی است، که به‌عنوان بزرگترین تولید کننده برق این کشور شناخته می‌شود. این شرکت در سال ۱۹۹۰ با ادغام ۳ شرکت برق لهستانی تأسیس شد. 
شرکت پی‌جی‌ای مالک ۲ نیروگاه هسته‌ای در لهستان و یک نیروگاه هسته‌ای در لیتوانی است. دفتر مرکزی این شرکت در شهر ورشو قرار دارد و شمار کارکنان آن در سال ۲۰۱۱ بیش از ۴۶ هزار نفر اعلام شده‌است. ورزشگاه پی‌جی‌ئی آرنا شهر گدانسک متعلق به این شرکت است. این شرکت مالک باشگاه والیبال اسکرا بلچاتوف نیز می‌باشد.